# Gottfried Semper
Gottfried Semper (29. listopadu 1803 Hamburg, Německo – 15. května 1879 Řím, Itálie) byl neorenesanční architekt, teoretik architektury a německý emigrant.

## Život a dílo
Stavitel Semper byl povolán roku 1834 do Drážďan, aby pokračoval v budování tohoto města. Postavil nejen Semperoper, ale i v Zwingeru začal stavět další z budov, obrazárnu. V roce 1849 i v Drážďanech vypukla revoluce a Semper se jí aktivně zúčastnil. Postavil s přáteli před Zwingerem barikádu. V prudkým bojích část Zwingeru padla za oběť dělům a plamenům a Semper se spasil útěkem do Londýna. Rozestavěnou budovu obrazárny pak dokončil dvorní stavitel Krüger.
Semper je znám i jako autor vídeňského divadla Burgtheather

### Externí odkazy

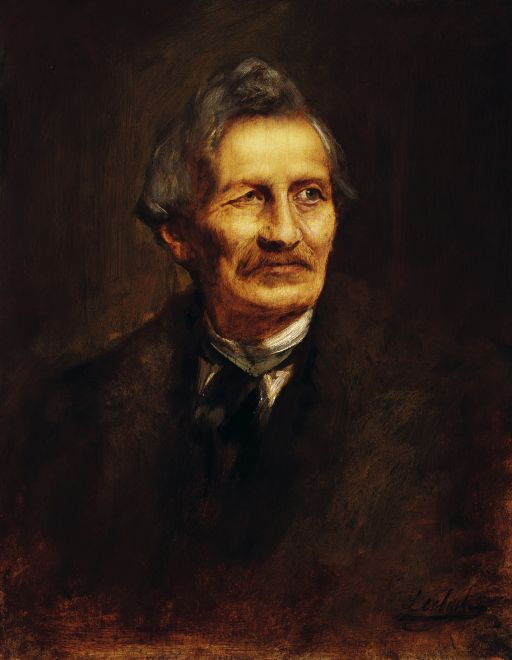
Gottfried Semper